# La scoperta del bambino
La scoperta del bambino è un saggio della pedagogista italiana Maria Montessori pubblicato in Italia nel 1950, nel quale sono riassunte le origini e le caratteristiche salienti del cosiddetto metodo Montessori, un metodo ideato dalla pedagogista e diffusosi poi in tutto il mondo, in migliaia di istituti scolastici.
Il libro è una riscrittura di un suo precedente volume, che fu pubblicato per la prima volta nel 1909 e dal titolo Il metodo della pedagogia scientifica applicato all'educazione infantile nelle Case dei Bambini. Questo libro fu riscritto e ripubblicato ben cinque volte, aggiornandolo di volta in volta alle nuove esperienze e tecniche acquisite; in particolare, esso fu pubblicato nel 1909, nel 1913, nel 1926, nel 1935 e nel 1950. Il titolo fu cambiato solo nell'ultima edizione (1950), divenendo La scoperta del bambino.

## Le linee guida
Maria Montessori, in alcuni passi del libro, si premura di spiegare che il suo non è un metodo e non è da considerarsi tale, quanto piuttosto delle linee guida da seguire e dalle quali nuovi metodi potranno nascere. Quanto riportato, seppur trattato normalmente come metodo, non è altro che il risultato e le conclusioni derivanti dall'osservazione scientifica del bambino e del suo comportamento.

## L'esperienza coi bambini affetti da ritardo mentale
Come raccontato nel libro, la sua prima esperienza in un campo molto simile alla pedagogia, fu quella presso la Clinica psichiatrica dell'Università di Roma, dove Montessori, a cavallo tra XIX e XX secolo, lavorò come medico e assistente. Durante questa esperienza, fu a contatto coi bambini affetti da ritardo mentale (che nel libro vengono chiamati con termini che oggi suonerebbero a dir poco dispregiativi, cioè "bambini deficienti" o "bambini idioti", ma che all'epoca avevano un significato non necessariamente dispregiativo).
In quel periodo, l'allora ministro della pubblica istruzione Guido Baccelli le assegnò il compito di tenere dei corsi rivolti a insegnanti su come trattare i bambini affetti da deficit (i "bambini frenastenici"), corsi che si trasformarono in seguito in una vera e propria scuola, la "Scuola magistrale ortofrenica". In questo periodo Montessori non solo insegnò alle altre educatrici e diresse il loro lavoro, ma fu lei stessa a insegnare in prima persona e a tempo pieno e senza turni di sorta ai bambini affetti da ritardo. Come afferma nel libro, questa prima esperienza è stata "il mio primo e vero titolo in fatto di pedagogia" e, già a partire dal 1898, anno in cui iniziò a dedicarsi all'istruzione dei "bambini deficienti", cominciò a intuire che quei metodi erano di portata universale ed erano "più razionali" di quelli all'epoca in uso nelle scuole per bambini normali.
In questo periodo fece largo uso e applicò correttamente il cosiddetto "metodo fisiologico", ideato da Édouard Séguin per l'educazione dei bambini ritardati. Essa era basato sui precedenti lavori del francese Jean Marc Gaspard Itard, maestro di Séguin, che, negli anni della Rivoluzione francese, lavorò in un istituto per sordomuti e inoltre cercò di educare un selvaggio chiamato Victor dell'Aveyron. Il metodo fisiologico sarà poi la base del "metodo" Montessori.
Montessori, durante la sua attività di assistente alla clinica psichiatrica, ebbe occasione di leggere i libri di Séguin Traitement Moral, Hygiène et éducation des idiots et des autres enfants arriérés ... (1846) e di Itard. Il metodo fisiologico ideato da Séguin era noto e diffuso nelle cliniche psichiatriche agli inizi del Novecento, ma raramente veniva applicato correttamente. Montessori fu anche inviata nelle cliniche psichiatriche di Parigi (Bicêtre) e Londra per un confronto con i metodi applicati nelle scuole e in tale occasione notò che neanche all'estero il metodo fisiologico veniva applicato. Il testo era noto e veniva letto, ma forse non era stato compreso. Gli educatori, piuttosto che seguire Séguin, preferivano impiegare con i bambini affetti da deficit gli stessi metodi della scuola tradizionale.
Montessori aveva compreso che il "metodo fisiologico" non era solo "tecnica", ma anche "spirito". L'insegnante doveva curare la modulazione della voce, curare il proprio abbigliamento e in un certo senso "affascinare" lo spettatore. Questi metodi erano in grado di "aprire" l'animo degli sfortunati bambini della clinica psichiatrica.
(Édouard Séguin, citato da Maria Montessori in La scoperta del bambino (1950))
Anche il materiale di sviluppo utilizzato per i "bambini deficienti", che era derivato dai lavori di Itard e Séguin e che in parte fu arricchito da nuove idee della stessa Montessori, finì con l'essere efficacemente adattato anche per l'insegnamento nelle scuole per bambini normali.

## La pedagogia scientifica
Montessori iniziò il suo studio pedagogico sui bambini (prima quelli affetti da ritardo e in seguito anche quelli normali) agli inizi del Novecento. In quel periodo, la pedagogia era una disciplina più filosofica che propriamente scientifica.
Alcuni studiosi avevano cominciato a parlare di una rifondazione della pedagogia su basi scientifiche, e tra questi degno di nota è Giuseppe Sergi, insegnante di Montessori. Egli aveva intuito la necessità di un rinnovamento dei metodi di educazione e istruzione, aggiungendo che "chi lotta per questo, lotta per la rigenerazione umana".
Gli allievi di Sergi, però, avevano preso forse un po' troppo alla lettera i suoi insegnamenti, confondendo la pedagogia scientifica con l'antropologia pedagogia. In altre parole, credevano che pedagogia scientifica significasse raccogliere i dati biometrici dei bambini (quali statura, peso, ecc.) e studiarli in relazione all'educazione, alla ricerca dei fattori in grado di favorire lo sviluppo fisico e psichico del bambino. Quest'approccio, che segue pedissequamente i metodi utilizzati nelle scienze empiriche, viene giudicato da Montessori insufficiente per fini pedagogici.
La pedagogia scientifica era spesso confusa anche con la cosiddetta psicologia fisiologica, la quale, però si limitava a studiare il bambino, senza giungere a educarlo. Secondo Montessori, il vero fondatore della pedagogia scientifica non è né Wilhelm Wundt né altri, ma Jean Marc Gaspard Itard, il quale aveva sviluppato il primo metodo efficace per l'educazione dei "bambini deficienti".

## Influenze sul pensiero di Montessori
Il pensiero e i metodi sviluppati da Montessori sono stati sviluppati sulla base dei lavori condotti da precedenti pedagogisti. Indubbiamente a Maria Montessori va il merito di aver compreso che metodi che "liberavano" il bambino e ne sprigionavano la creatività erano più efficaci dei metodi repressivi allora in uso; vi erano stati, però, alcuni precursori nel XIX secolo che erano arrivati a conclusioni simili seppur seguendo un approccio decisamente più filosofico (ad esempio il movimento dell'Educazione Nuova, John Dewey e persino Lev Tolstoj). Nel libro La scoperta del bambino, è la stessa Montessori a citare i pedagogisti ed educatori che erano stati sua fonte di ispirazione. Questi sono:
- Jean Marc Gaspard Itard (1774-1838);
- Édouard Séguin (1812-1880);
- Giuseppe Sergi (1841-1936);
- Wilhelm Wundt (1832-1920).

## La prima "Casa dei Bambini"
Lentamente Montessori cominciò a spostare la sua attenzione dai bambini affetti da ritardo ai bambini normali. Inizialmente si iscrisse alla facoltà di filosofia per poter approfondire le sue conoscenze nel campo della pedagogia. Già nel 1907, Montessori ebbe la possibilità di sperimentare direttamente sui bambini normali i suoi metodi di insegnamento sviluppati con i bambini affetti da ritardo mentale. Già in precedenza, lavorando alla clinica psichiatrica, aveva gradualmente compreso che quel metodo poteva essere efficacemente utilizzato anche sui bambini normali. Alla fine del 1906, il direttore dell'Istituto dei Beni Stabili di Roma le diede l'incarico di dirigere la creazione di asili nel quartiere San Lorenzo (Roma), una zona degradata e fatiscente che l'Istituto voleva redimere sia attraverso una riqualificazione urbana, sia da un punto di vista sociale. La creazione degli asili, che per l'occasione furono chiamati "Case dei Bambini" per sottolineare che si trattava di un esperimento di "scuola nella casa", rientrava nell'ottica dell'elevazione sociale delle persone che vivevano nel quartiere. La loro condizione sociale era bassa e molti di loro vivevano di lavori "avventizi" o erano disoccupati.
Il titolo "Casa dei Bambini" fu da allora utilizzato da Montessori per indicare gli asili che utilizzavano correttamente il sistema da lei ideato.
Negli anni successivi e anche dopo la morte della stessa Montessori, le Case dei Bambini si diffusero in Italia e all'estero, anche grazie all'intensa attività di promozione portata avanti da Montessori stessa, la quale con i suoi viaggi, i dibattiti e le conferenze, ne favorì la diffusione persino in India.

## L'ambiente
Nel libro, Montessori fornisce alcune linee guida sull'ambiente, senza però entrare nei dettagli e lasciando massima libertà ai docenti. Tutti gli oggetti con i quali il bambino interagisce dev'essere "a misura di bambino", cioè essere di dimensioni tali da poter essere utilizzati senza difficoltà dal bambino. I lavabo, i banchi, le sedie, le credenze e i tappeti sono tutti di dimensioni ridotte, per venire incontro alle esigenze del bambino.
Inoltre l'ambiente dev'essere limitato, cioè deve contenere tanti oggetti quanti il bambino può utilizzare, né più, né meno. Un ambiente troppo piccolo o troppo povero non dà al bambino la possibilità di interagire con un numero sufficiente di oggetti e di imparare da essi, mentre un ambiente troppo vasto o troppo fornito non dà al bambino la possibilità di concentrarsi su determinati oggetti per un tempo sufficiente a padroneggiarli. Un errore che spesso si commette è quello di credere che bambini benestanti (che quindi vivono in un ambiente più ricco e vasto) abbiano un'educazione migliore di bambini che vivono in un ambiente più limitato (ma non eccessivamente limitato o scarno).

## Il materiale di sviluppo

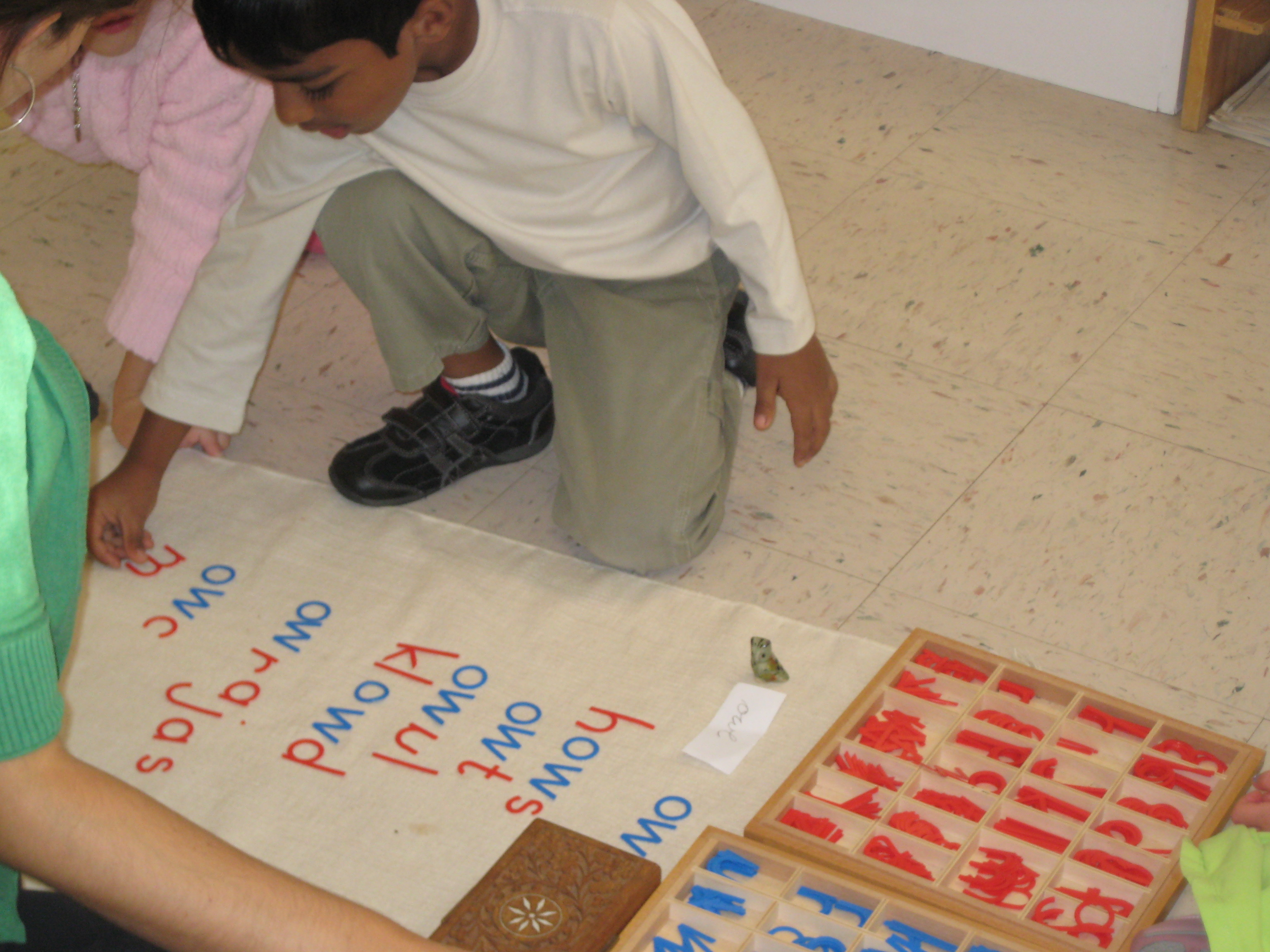
Bambini che giocano su un fonogramma alfabetico mobile.

Il materiale di sviluppo non è altro che l'insieme degli strumenti contenuti nelle Case dei Bambini, con l'intento pedagogico di insegnare ai bambini a fare qualcosa. Il loro uso non può essere imposto in alcun modo, ma dev'essere una libera scelta del bambino, il quale ne sceglie uno in modo autonomo e senza alcun condizionamento esterno. Ne sono un esempio i telai per insegnare ai bambini ad abbottonare i bottoni, oppure le schede per l'insegnamento dell'alfabeto. Maria Montessori sviluppò un vasto materiale di sviluppo, servendosi in parte delle precedenti esperienze di Séguin e Itard e in parte sviluppandone dei propri. I due studiosi citati non avevano fornito particolari indicazioni o suggerimenti sul materiale di sviluppo da utilizzare per insegnare ai bambini a leggere e scrivere, e Montessori ne creò alcuni.
Montessori rintracciò anche alcune caratteristiche del materiale di sviluppo, che doveva essere:
- isolamento di singole caratteristiche (come ad esempio, odore, colore, temperatura);
- contenente la soluzione (il gioco stesso deve far capire al bambino se la soluzione è giusta o sbagliata - controllo dell'errore);
- esteticamente gradevole;
- in grado di far svolgere un'attività al bambino;
- limitato.

## Il metodo
Come raccontato nel libro, la scuola ai tempi di Montessori prevedeva una rigida disciplina. Gli insegnanti esercitavano uno stretto controllo sui movimenti e sulle azioni dei bambini, e questo mortificava ogni loro gesto spontaneo. Uno dei pilastri degli insegnamenti di Montessori è la cosiddetta "disciplina attiva", che consisteva in sostanza nel "liberare il bambino", nel lasciarlo libero di svolgere le azioni spontanee e di reprimere solo le azioni "inutili o dannose", come le azioni pericolose per il bambino o per gli altri, e quelle violente o di prevaricazione.
Anche il sistema dei premi e dei castighi è criticato da Montessori, la quale afferma che inizialmente anche lei aveva creduto utili ai fini dell'insegnamento. I premi, e in modo particolare i castighi, non sono solo inutili, ma anche dannosi, perché mettono il bambino sul "falso percorso della vanità". L'unico motore in grado di far progredire il bambino, l'unica vera forza in grado di sollevare le montagne secondo Montessori è la forza interiore, o vocazione.
(La scoperta del bambino (1950))
I bambini restano liberi di utilizzare il materiale di sviluppo che preferiscono e di giocarci per tutto il tempo che desiderano, ma bisogna evitare che il bambino dia il gioco ad altri bambini o che altri lo prendano, in quanto questo li metterebbe in competizione. Inoltre, ogni materiale di sviluppo deve avere un posto ben definito e i bambini dovrebbero prenderli e metterli a posto in modo autonomo. Quando un gioco è utilizzato da un altro bambino, per gli altri dovrebbe essere come se il gioco non esistesse e potranno utilizzarlo solo dopo che sarà tornato libero.

## La Casa dei Bambini come strumento di emancipazione femminile
Il libro La scoperta del bambino contiene in appendice anche il Discorso inaugurale pronunciato in occasione dell'apertura di una Casa dei Bambini nel 1907, un discorso che Montessori tenne in occasione dell'apertura della seconda Casa dei Bambini nel quartiere di San Lorenzo (Roma). In questo discorso viene descritta la storia recente del quartiere di San Lorenzo, il suo stato di sfacelo in seguito alla crisi edilizia degli anni 1888-1890, e la "mirabile" opera di ristrutturazione e riqualificazione svolta dall'Istituto dei Beni Stabili di Roma. In questo quartiere, vennero create le prime Case dei Bambini, e Montessori ne elenca i vantaggi offerti alla comunità.
Uno di questi vantaggi è quello dell'emancipazione femminile, un tema molto sentito da Maria Montessori, che vedeva nelle Case dei Bambini anche un modo per consentire alle donne di lavorare, rendersi indipendenti e contribuire economicamente ai bisogni familiari. Le Case dei Bambini avrebbero consentito alle mamme di lasciare i figli in una "scuola nella casa", e l'ambiente amorevole che le caratterizzava le avrebbe sicuramente tranquillizzate. Le Case dei Bambini avrebbero dovuto nascere nelle vicinanze di ciascuna abitazione oppure, ove possibile, persino all'interno di ciascun condominio.

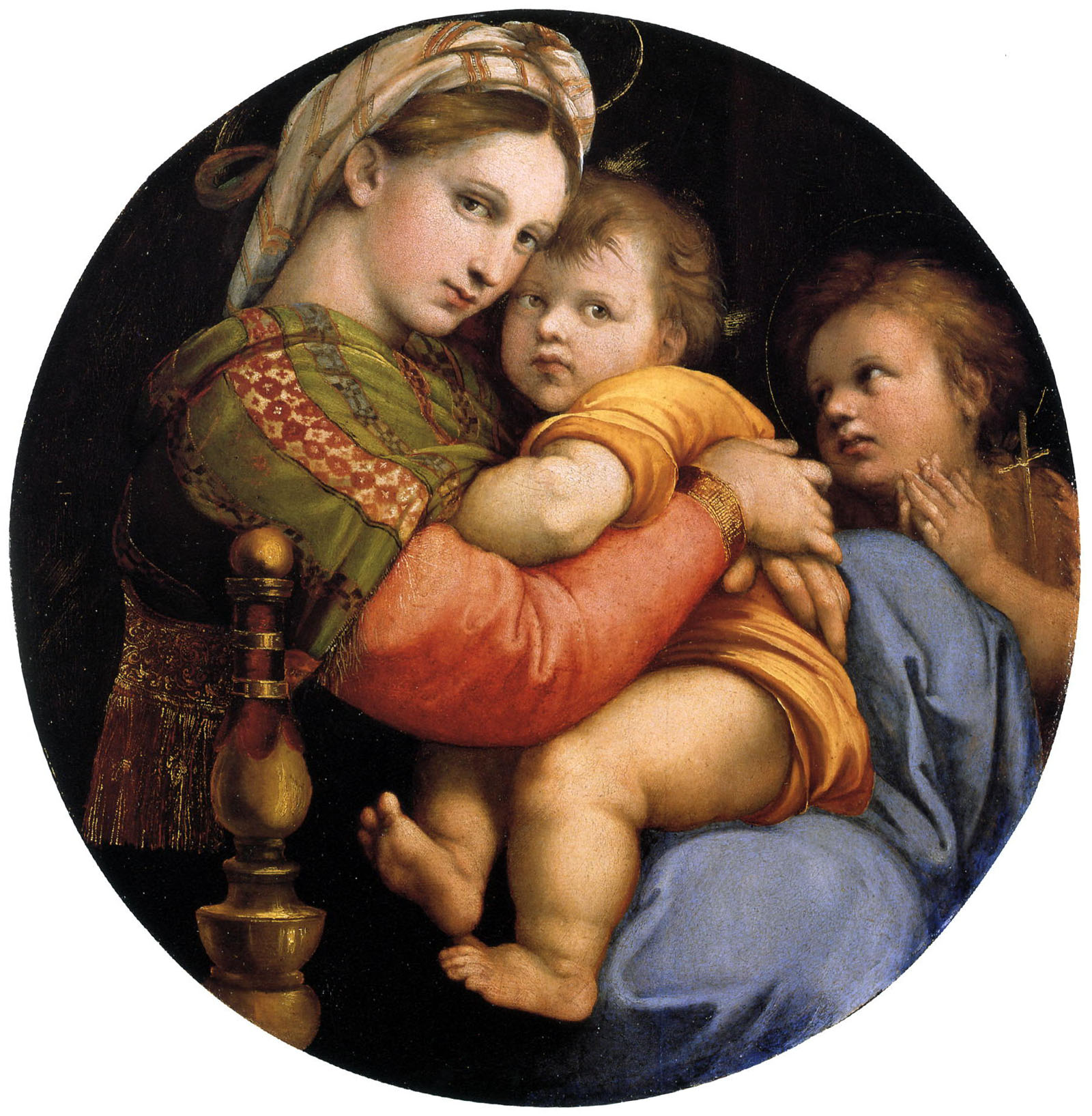
La Madonna della Seggiola di Raffaello, il quadro che Montessori consigliò di esporre nelle Case dei Bambini

Il pensiero di Montessori si spinge anche oltre, prevedendo che in futuro altri "problemi di femminismo che sembravano a molti insolubili" sarebbero stati risolti. In particolare, le funzioni tradizionalmente attribuite alle donne (e in particolare alle mamme) in futuro saranno forse "socializzate" (cioè fornite in comune all'interno di ciascun condominio); tra queste anche la cucina, prevedendo un servizio di mensa condominiale in grado di portare le pietanze all'interno di ciascun abitazione tramite ascensore (come già sperimentato negli Stati Uniti). Anche la cura degli ammalati potrebbe essere socializzata, alleggerendo non poco il lavoro domestico delle donne. Montessori prevede che la presenza di un'infermeria all'interno di ciascun condominio riuscirebbe a isolare efficacemente un figlio o un marito malato di una malattia infettiva (come ad esempio, il morbillo) e ad evitare il contagio agli altri componenti familiari, più di quanto la stessa mamma riuscirebbe a fare, apportando benefici economici e di carattere igienico.
(Maria Montessori, Discorso inaugurale pronunciato in occasione dell'apertura di una Casa dei Bambini nel 1907, pubblicato in appendice al libro La scoperta del bambino (1950))

## Influssi religiosi
Nell'opera La scoperta del bambino, come nelle altre sue opere, non sono infrequenti riferimenti all'educazione e all'elevazione "morale e religiosa". Nel libro, l'aspetto in cui forse traspare maggiormente la religiosità e la voglia di ispirare nel bambino degli alti sentimenti morali e religiosi è nella scelta di un quadro italiano da apporre nelle Case dei bambini. Il quadro scelto da Montessori è la Madonna della Seggiola di Raffaello.
Maria Montessori scelse il quadro per una serie di motivi. Esso, come detto, avrebbe ispirato nei bambini dei sentimenti religiosi, pur non essendo essi ancora in grado di comprendere il significato del quadro. Inoltre, Montessori lo sceglie anche perché, se il suo metodo si fosse diffuso in tutto il mondo, quel quadro avrebbe ricordato a tutti che la scuola e il metodo Montessori hanno delle origini italiane.